# Keller Andino
Keller Xavier Andino García (Nacaome, Valle, Honduras, 2 de julio de 1995) es un futbolista hondureño. Juega de delantero y su actual equipo es el Motagua de la Liga Nacional de Honduras.

## Trayectoria

### Valle F.C.
Empezó jugando desde los 13 años de edad en un modesto equipo llamado Las Vegas de la Liga Mayor de Fútbol de Honduras. A inicios de 2014 pasó a jugar con el Valle Fútbol Club de la Liga de Ascenso de Honduras, club con el que logró destacar anotando veintiún goles en veintiocho partidos de liga. Al final jugó tres torneos con el Valle. Se dio a conocer durante la Copa de Honduras 2015, donde impresionó a los directivos y cuerpo técnico del Motagua.

### Motagua
El 26 de junio de 2015 fue oficializado su traspaso al Club Deportivo Motagua por tres años y la adquisición del 100% de su pase. Su debut no oficial con Motagua se dio el 2 de julio de 2015 durante un partido de pretemporada contra el Halcón de Hicaque.

## Clubes
| Club                | País                | Año                 | Partidos | Goles |
| ------------------- | ------------------- | ------------------- | -------- | ----- |
| Valle F.C.          | Honduras            | 2014 - 2015         | 28       | 21    |
| Motagua             | Honduras            | 2015 - 2016         | 1        | 0     |
| Total en su carrera | Total en su carrera | Total en su carrera | 29       | 21    |